# 飯田利夫
飯田 利夫（いいだ としお、1939年-）は、東京都出身の茨城放送 企画事業部所属 嘱託契約アナウンサー。

## 略歴
1963年（昭和38年）日本大学芸術学部放送学科卒業。同年茨城放送入社。茨城放送開局と同時に第1期生のアナウンサーとして入社。
チーフアナウンサーを歴任したのち、定年退職後は関連会社・茨城放送プロモーション（のちに株式会社IBSに社名変更）へ移籍。水戸アナウンススクール（現・茨城放送アナウンススクール）校長を務める。
2016年に株式会社IBSが茨城放送に吸収合併された際、茨城放送本社内に設けられた企画事業部に所属して本社アナウンサーとして復帰した。
趣味は、音楽鑑賞及び楽器演奏（南アメリカ民族音楽・クラシックギター音楽）、特に中南米音楽には造詣が深く、日曜夕方の『ラテンフォルクローレをご一緒に』は1978年の番組開始当初から、途中1999年度上半期（4-9月）に歯の治療に伴い、藤田加奈子の代役を仰いだ休養期間を挟み、番組開始からおよそ半世紀にわたり企画・パーソナリティー・プロデュースをすべて担当してきた。2023年8月以後、高齢による体調の悪化、特に声の掠れなどがあり、当面はピンチヒッターを立てずに、同年5月以後に放送された内容のアンコールに充当していたが、2023年11月26日放送分冒頭で、茨城放送の女性アナウンサー（煙山ゆう）が代読した手紙で、「2023年夏ごろから病気により、声帯を失い、その間治療のために茨城放送様には再放送でご対応いただきましたが、これ以上病気が治ったとしても声帯が戻らないと判断し、この段階をもって放送を終了する決断をいたしました」と、足掛け45年半にわたる放送を終了する宣言をした。再放送は2023年9月17日放送から最終回まで続いたため、実質的な最終出演はその1週前の9月10日放送分だった。
また毎年福島県で行われる全国のフォルクローレ好きが集まる祭典「コスキン・エン・ハポン」では、司会を担当している。フォルクローレ音楽の愛好家である。

## 担当番組
- 『ラテンフォルクローレをご一緒に』（ディスクジョッキー兼プロデューサー）
- 『レコードカフェ→サンデーレコードセレクション』（月1回程度担当）